# Plaga komarów

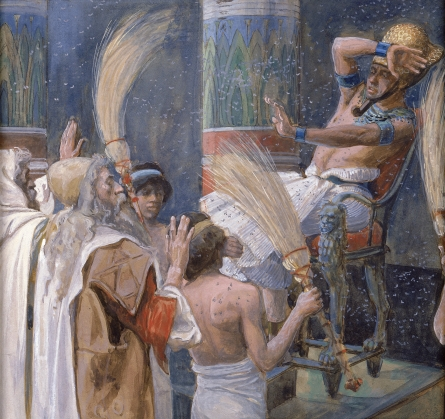
Plaga komarów - James Tissot, ok. 1896-1902, Muzeum Żydowskie w Nowym Jorku

Plaga komarów (hebr. makat kinim "מַכַּת־כּנִּים") – trzecia plaga sprowadzona na Egipt przez Boga Jahwe w Księdze Wyjścia (Wj 8,12–15) z powodu odmowy faraona, by wypuścić naród wybrany, wbrew rozkazowi Boga przekazanemu przez Mojżesza. W tej pladze proch ziemi zamienił się w komary.

## Przebieg plagi
Jahwe powiedział Mojżeszowi, aby polecił Aaronowi uderzyć ziemię laską. Sprawiło to, że ziemia w Egipcie zmieniła się w komary. Komary zaatakowały bydło i pokryły ziemię. Czarownicy egipscy nie potrafili zmienić ziemi w komary, więc powiedzieli faraonowi, że "Palec to Boży", jednak i tak nie zdecydował się wypuścić Izraelitów z Egiptu.
W innych tłumaczeniach była to plaga wszy lub robactwa.
Według rabina Awrahama ibn Ezry, prosty sens tekstu wskazuje, że pierwsze plagi – krew, żaby i komary– a także plagi wrzodów i szarańczy dotknęły w równym stopniu Egipcjan i Hebrajczyków. Majmonides nie zgadza się z tą opinią i uważa, że prosty sens tekstu wskazuje, iż również w przypadku tych plag jedynie Egipcjanie zostali nimi dotknięci, nie zaś Hebrajczycy. Utrzymuje również, że choć komary pojawiły się również w siedzibach Hebrajczyków, to ich nie dręczyły.